# Cuxhaven
Cuxhaven er en by i den tyske delstat Niedersachsen med omkring 50.000 indbyggere. Byen ligger ved Elbens udløb og kysten af Nordsøen . Cuxhaven strækker sig 14 km fra øst til vest og 7 km fra nord til syd. Den er administrationsby i landkreisen Cuxhaven og er en populær ferieby ved Nordsøen.
Cuxhaven er omgivet af vand på begge sider. I bydelen Döse befinder Niedersachsens nordligste punkt sig.
Betinget af beliggenheden og byens historiske tilhørsforhold til Hamborg udvikledes byen vigtigste indtægtskilder: Fiskeri og Turisme.
Cuxhaven omfatter foruden bykernen flere landsbyer som blev indlemmet i kommunen, som fordeler sig over et forholdsvis stort område. Mens havnen udviklede sig fra bymidten ved den gamle lodsehavn, udviklede turismen sig i de mod vest beliggende forstæder Döse, Duhnen og Sahlenburg.

## Historie
Navnet Cuxhaven kommer fra ordet kog, et nedertysk og en dansk betegnelse for inddiget land: 1530 og 1570 blev to koge inddiget, som i det 17. århundrede blev forhøjet, men blev grund af Elbenstrømmen ødelagt omkring 1785. Historiske navneformer var Kuckshafen (1570), Kukeshaven (1577), Kuxhaven (1594), og omkring 1700 Koogshaven.
1394 afgav adelsslægten Lappe slottet Schloss Ritzebüttel til Hamborg. I de følgende århundreder var Ritzebüttel Hamborgs støttepunkt mod sørøveri og nødhavn. I over 600 år frem til 1937 hørte Cuxhaven til Hamborg.
Havnebyen Cuxhaven har siden det 14. århundrede været udgangspunkt for lodserne og været vinterhavn for skibene.
1836 blev den statslige søfartskole" Staatliche Seefahrtsschule Cuxhaven anlagt bag diget ved bugten Grimmershörner Bucht.
Flækken Ritzebüttel blev den 4. december 1872 med havnen Cuxhaven forenet med den hamborgske landkommune Cuxhaven. 1883 blev de første marineenheder stationeret, marinefæstningen Fort Kugelbake i Döse og senere kystfæstninger var med til at kontrollere indgangen til den nye Kielerkanalen.
I den civile skibsfart var fra 1899 Hamburg-Amerika Liniens anlæg, som havde linietrafik over Atlanterhavet.
Med indlemmelsen af Döse i 1905 var var kommunens indbyggertal på 10.000. Den 15. marts 1907 modtog Cuxhaven sin stadsret. I over 600 år frem til 1937 hørte Cuxhaven til Hamborg.
Den 2. januar 1924 blev Cuxhaven en del af by-ordningen i Hamborg og var nu sammen med Hamborg, Geesthacht og Bergedorf selvstændige byer i Hamborgs byområde. Med Loven om Stor-Hamborg fra 1937 gik Cuxhaven fra Hamborg over til den preussiske provins Hannover. Mem Hamborg beholdt en del af rettighederne til havnen. Således tilhørte indtil den 1. januar 1993 Amerikahavnen og anlægspladsen Steubenhöft Hamborg, selvom de var en del af Cuxhavens byområde.
Mellem bydelene Arensch og Sahlenburg blev der mellem 1933 og 1964 gennemført flere raketforsøg. I slutningen af 2. verdenskrig blev der på en skydeplads ved Altenwalde, under ledelse af Waffen-SS, affyret flere vellykkede affyringer af V1-missiler. Som erstatning for affyringsrampen "Prüfstand VII" i Peenemünde, blev der i raketområdet ved Cuxhaven planlagt en affyringsrampe til afprøvning af V2-raketter. Dette forehavende kunne på grund af den fremskredne krigssituation ikke færdiggøres. Det blev i oktober 1945 grundlaget for Operation Backfire, hvor de De Allierede militærmagter affyrede tre V2-raketter. Der blev bygget en affyringsrampe og to betonbunkere, hvor der også i nutiden findes en del rester af. En dokumentarfilm om affyringen kan ses på Historisch-Technisches Museum Peenemünde, som er beliggende på den tidligere udviklings og forsøgsstation Heeresversuchsanstalt Peenemündes areal på øen Usedom. Senere blev der opsendt mange raketter fra raketaffyringsområdet ved Cuxhaven, alt fra nødraketter til store forskningsraketter. I 1963 blev den første raket, som nåede en højde af 120 km, sendt op fra Cuxhaven. Efter en ulykke med dødelig udgang i 1964 blev testaffyringerne standset.
Se også: Raketaffyringer i Cuxhaven
1964 anerkendes Cuxhaven officielt et kurbad ved Nordsøen. 1969 kom øerne Neuwerk og Scharhörn sammen med vadehavsarealer igen tilbage til Hamborg.
1970 bliver Holte-Spangen og Sahlenburg en del af byen Cuxhaven, kommunerne Altenbruch, Altenwalde og Lüdingworth følger i 1972 efter. 1977 blev den indtil da kredsfrie Cuxhaven en del af Landkreis Cuxhaven.
1978 bliver det nye Ro-Ro anlæg mellem Alte Liebe og bugten Grimmershörnbucht færdigbygget. Siden 1981 er Cuxhaven forbundet med motorvejen A 27. 1997 blev det nye havneanlæg "Europa-Kai" indviet, efter at det berørte areal først efter svære forhandlinger med Hamborg overgik til Niedersachsen.
- Elbens munding med Cuxhaven på sydsiden
- Kort
- Kort over byens trafiknet
- Cuxhaven Havn 1910
- Søfartskolen "Staatliche Seefahrtsschule" Cuxhaven
- Cuxhaven
- Neuwerk set fra Cuxhaven
- Cuxhavens Havn
- Cuxhavens vartegn sømærket Kugelbake
- V2-raket klar til affyring under Operation Backfire
- V2-raket affyres under Operation Backfire i oktober 1945

## Kultur og turisme
Allerede i 1816 blev der grundlagt et havbad i det nuværende Cuxhaven og havbadet blev snart efter det mest besøgte havbad ved den tyske vestkyst. Beliggenheden ved Elbens mundingen tiltrækker også i nutiden turister til byen. Hvert år har byen tre millioner overnatninger. Fra strandene i Duhnen og Döse
har man udsigt til øen Neuwerk og til de små og store skibe som er på vej til og fra Hamborg. Der er i alt fem badestrande, strandene i Duhnen og Sahlenburg råder over en sandstrand. I Grimmershörn og Altenbruch rækker det grønne helt ud til havet.
Hjemmehørende i Cuxhaven er blandt andet Cuxhavener chor, Cuxhavener Lotsenchor, die Sohl’nborger Büttpedder og sømandskoret Elbe 1. Alle kor optræder regelmæssig på kurkoncert-foranstaltningerne. Siden 2005 afholdes der hvert år i juli Cuxhaven Rockfestivalen Deichbrand. Festivalen, der i 2016 havde 50.000 gæster, afholdes den 20. - 23. juli 2017 i "Seeflughafen Cuxhaven", ved Nordholz, 12 km sydvest for Cuxhaven.
- Teatret "Das Stadttheater in Cuxhaven" har i de sidste 30 år ikke haft sit eget ensemble
- Museet "Windstärke 10 – Wrack- und Fischereimuseum Cuxhaven" befinder sig i fiskerihavnens historiske område. Museet viser søfartens udfordringer og farer. For eksempel, hvordan det daglige liv på en fangstrejse med en damptrawlers til Island foregår. Andre af museets hovedpunkter er søredning, vragfund fra Nordsøen og Elben, havfiskeriet med på den ene side fangsten, og dermed havfiskeriets historie med de store trawlere til de små fiskekuttere, og videre til den følgende bearbejdning af fiskene. Museet viser også Cuxhavens opstigning og fald som fiskerihavn og forbindelsen mellem fiskerne og lodserne.
- Sømærket Kugelbake står ved en stærk benyttet sejlrute i Cuxhaven-Döse og var et vigtigt orienteringspunkt for skibsfarten. Kugelbake befinder sig nær Niedersachsens nordligste punkt. Den første 24,4 m høje Kugelbake blev sandsynligvis rejst i december 1703, efter at det tidligere pejlepunkt, en gruppe af træer var blevet bortskyllet af en stormflod. Kugelbake-lyset blev fra 1878 kun benyttet som reserve, da et fyrskib erstattede sømærket. I nutiden benyttes Kugelbake kun som en turistattraktion.
- Fyrtårnet "Hamburger Leuchtturm" ved Alte Liebe blev bygget mellem 1802 og 1804 af hansebyen Hamborg, som området tilhørte dengang. Fyrtårnet er et af byens vartegn og var indtil 2001 i funktion.
- Alte Liebe er en anlægsbro med udsigtsplatform i Cuxhavens havn. Ved anlægsbroen ligger skibene til øerne Neuwerk og Helgoland og til sælbankerne fra.
- Fort Kugelbake er en historisk marinefæstning fra den anden halvdel af det 19. århundrede (et besøg er kun mulig med guide). Ved siden af fæstningen optræder hvert år fra juni til september amatørskuespillere på friluft-teatret "Das Störtebeker Freilichttheater" med historier om den tyske sørøver Klaus Størtebeker.
- Bymuseet "Stadtmuseum" viser søfartens historie, havnens samt borgermilitæret i Ritzebüttel og borgerkulturen i det 19. århundrede. En tidsrejse fra den Kaiserliche Marine til det nuværende Bundeswehr.
- Undervandsbåds-arkivet "U-Boot-Archiv" i Altenbruch viser fotos, litteratur og en udstilling om u-bådens historie.
- Museet "Joachim-Ringelnatz-Museum" blev grundlagt i november 2002. Museet om Joachim Ringelnatz befinder sig i et historisk bindingsværkhus i Südersteinstraße, direkte overfor "Schloss Ritzebüttel". En permanent udstilling viser foruden håndskrifter, bøger, tegninger, fotografier, akvarel og oliemalerier af forfatteren og maleren.
- Slottet "Schloss Ritzebüttel", der endnu delvis stammer fra det 14. århundrede, tilhører til de ældste bevarede bygninger i nordtysk teglstensgotik i regionen og er i nutiden tilgængelig for besøgende. Slottets forsvarsanlæg blev i løbet af århundredet nedbrudt og i dag er der kun enkelte ruinrester tilbage i slotshaven. Slottet var bolig for Hamborgs amtmænd i den tidsperiode Ritzebüttels hørte til Hamborg.
- Bygningerne "Hapag-Hallen" er et historisk udvandringsanlæg i Cuxhaven, som også i nutiden, sammen med Amerika-banegården benyttet til kontrol af krydstogtpassagerer.
- Fyrskibet "Feuerschiff Elbe 1" var Elben-mundingens sidste fyrskib. Skibet udlejes til selskabsture ved nordkysten. Skibets officersmesse benyttes også til vielser.
- Skonnerten Hermine fra 1904 er Tysklands eneste bevarede eksemplar af denne type. Den står som et maritimt mindesmærke ved "am Schleusenpriel" og kan beses udefra.

- "Das U-Boot-Archiv" i Altenbruch
- Søtegnet Kugelbake er byens vartegn
- Fyrtårnet "Hamburger Leuchtturm" ved Alten Lieben
- "Das Ringelnatzmuseum"
- "Schloss Ritzebüttel"
- Den jødiske kirkegård med 61 gravsten ved skoven Brockeswald, var i brug fra 1754 til 1955.
- "Die Hapag-Hallen"
- Skonnerten Hermine som mindesmærke "am Schleusenpriel"
- Fyrskibet Elbe 1 ud for Hapag-Hallerne
- Alten Liebe og havnen

## Politik
Det for fem år valgte byråd i Cuxhaven består af 40 medlemmer. Det nuværende byråd konstituerede sig i begyndelsen af november 2016 og kan sidde til 2021.
Stemmeberettiget i byrådet er også overborgmester Ulrich Getsch (partiløs). Ulrich Getsch afløste Arno Stabbert (CDU). Getsch blev 2011 valgt med 37,62 % af stemmerne og genvalgt 2016.
Det sidste kommunalvalg gav følgende resultat:
| Sædefordeling: kommunalvalg | CDU | SPD | Die Cuxhavener | FDP | Grüne | Die Linke | partiløse | AfD | Tilsammen |
| 9. september 2001           | 19  | 16  | 2              | 2   | 2     | –         | 1         | –   | 42 sæder  |
| 10. september 2006          | 16  | 14  | 3              | 3   | 3     | 1         | –         | –   | 40 sæder  |
| 11. september 2011          | 14  | 15  | 7              | 1   | 4     | 1         | –         | –   | 42 sæder  |
| 11. september 2016          | 14  | 13  | 4              | 1   | 4     | 1         | –         | 3   | 40 sæder  |

### Venskabsbyer
- Storbritannien Penzance, siden 1967
- Island Hafnarfjörður, siden 1988
- Frankrig Vannes, siden 1963
- Tyskland Binz og Sassnitz på Rügen, siden 1990